# سرو بیکر
سرو بیکر (نام علمی: Cupressus bakeri) نام یک گونه از سرده سرو است.